# EN 9100
Die Europäische Norm EN 9100 bietet den Rahmen eines Qualitätsmanagementsystems für Organisationen in der Luftfahrtindustrie, der Raumfahrt- und der Verteidigungsindustrie auf Grundlage des allgemeinen Qualitätsmanagementstandards nach EN ISO 9001. Sie ist technisch gleichwertig mit den Normen AS 9100 von der Society of Automotive Engineers (SAE) und der JISQ 9100 von der Japanese Aerospace Quality Group. Eine Normung im Rahmen der Internationalen Organisation für Normung (ISO) erfolgte mit Stand 2018 nicht.
Die Normenreihe wurde im Jahre 1999 von der SAE und der European Association of Aerospace Industries verfasst und 2003 erstmals in deutscher Sprache veröffentlicht.

## Normenreihe
Die EN 9100-Normenreihe unterscheidet folgende Organisationstypen der Luft- und Raumfahrt und der Verteidigung:
- EN 9100 Konstruktion, Entwicklung, Produktion, Montage und Wartung
- EN 9110 Wartungsorganisationen
- EN 9120 Händler und Lagerhalter

Die EN 9100-Normenreihe deckt sich in großen Teilen mit den gesetzlichen Vorgaben der entsprechenden Luftfahrtbehörden, welche in ihren Regelwerken den Aufbau und Inhalt eines Qualitätsmanagementsystems ausführlich beschreiben (EASA Part 66, 21, 145, 147, M). Der Unterschied zur EN ISO 9001-Normenreihe zeigt sich hauptsächlich in den Kapiteln, welche Schnittstellen zu Kunden und Lieferanten behandeln; z. B. müssen Produktkonformität (Qualität) und die pünktliche Lieferleistung regelmäßig überwacht werden und nachvollziehbare Risikoabschätzungen durchgeführt werden. Außerdem gibt es zusätzliche Anforderungen, die auf eine langfristige Produkterhaltung, die Nachhaltigkeit der Produktdokumentation, sowie auf die besondere Behandlung sogenannter „Schlüsselmerkmale“ ausgerichtet sind.
In der aktuellen Version der EN 9100 wurde die High Level Structure der ISO 9001:2015 adaptiert. Damit einhergehend wurden auch die neuen Anforderungen der ISO 9001 für die Luftfahrtnormen verbindlich. Zudem wurden neue Anforderungen an die Verhinderung gefälschter Teile, an die Produktsicherheit und die Berücksichtigung von Human Factors aufgenommen.
Die Norm EN 9120 für Händler und Lagerhalter ermöglicht dieser Wirtschaftsgruppe, ein international anerkanntes Qualitätsmanagementsystem in Anspruch nehmen zu können. Bis zur Einführung dieser Norm hatte diese Wirtschaftsgruppe im Prinzip keine Möglichkeit, sich nach einem international gültigen Luftfahrtstandard zertifizieren zu lassen, da sowohl die amerikanische Luftfahrtbehörde FAA als auch das europäische Pendant EASA diese Wirtschaftssparte nur am Rande behandeln.
Luftfahrtbetriebe der EN 91XX Reihe, wie Hersteller, Instandhalter und Händler, sind in der öffentlich zugänglichen OASIS-Datenbank, dem Online Aerospace Supplier Information System, erfasst.

## Erlangung einer Zertifizierung nach EN 9100
Der Auditprozess (Zertifizierung) erfolgt auf Basis der EN 9101. Diese definiert in diesem Zusammenhang Audit-Anforderungen für Organisationen der Luftfahrt, Raumfahrt und Verteidigung. Diese legt die Anforderungen an die Vorbereitung und Ausführung des Auditierungsprozesses fest.
Die mit Stand 2016 gültige Ausgabe EN 9101:2015 definiert Vorlagen zur Dokumentation der Auditergebnisse, z. B. englisch Process Effectiveness Assessment Report (PEAR), Objective Evidence Record (OER), Nonconformity Report (NCR) und QMS-Prozessmatrix. Im Audit nach EN 9101:2015 liegt ein Schwerpunkt auf der Bewertung der Wirksamkeit der Prozesse des Unternehmens. Daher sollte eine umfassend beschriebene Prozesslandschaft mit Schnittstellen, konkreten Prozesszielsetzungen und prozessorientierten Managementtechniken vorhanden und umgesetzt sein. Wenn Zielsetzungen einzelner Prozesse nicht erfüllt werden, sind Korrekturmaßnahmenpläne als Nachweis der ständigen Verbesserung des Systems vorzulegen.
Anforderungen für akkreditierte Zertifizierungsstellen und Auditoren sind in der EN 9104 Anforderungen an Zertifizierungsverfahren für Qualitätsmanagementsysteme der Luft-, Raumfahrt und Verteidigung beschrieben.